# 韋塞萊 (布利茲紐基市鎮)
48°37′6″N 36°35′58″E / 48.61833°N 36.59944°E
韋塞萊（烏克蘭語：Веселе）是位於烏克蘭東部的村莊，由哈爾科夫州洛佐瓦區的布利茲紐基市鎮負責管轄。該村處於薩馬拉河左岸，距離瓦爾瓦里夫卡0.5公里，始建於1675年，面積0.66平方公里，海拔高度90米，2001年人口215。